# Roberto Lerici (général)
Pour les articles homonymes, voir Roberto Lerici.
Roberto Lerici (Vérone, 2 mars 1887 - Gênes, ...) est un général italien, ancien combattant de la guerre italo-turque, de la Première Guerre mondiale et de la guerre d'Éthiopie. Au cours de la Seconde Guerre mondiale, il a été commandant de la 25e division d'infanterie "Bologna", puis de la 52e division d'infanterie "Turino", qu'il a commandée pendant la campagne de Russie. De retour dans sa patrie après la défaite de l'armée italienne en Russie (Armata Italiana in Russie ou ARMIR) (8e armée), il est ensuite promu général de corps d'armée (generale di corpo d'armata)et placé à la tête du IXe corps d'armée, dont le quartier général se trouve à Putignano, dans les Pouilles. Lors de l'armistice du 8 septembre 1943, et dans les jours qui suivent, il tente vainement de s'opposer aux Allemands. Décoré de la croix de chevalier et de la croix d'officier de l'Ordre militaire de Savoie, et de trois médailles d'argent de la valeur militaire

## Biographie
Il est né à Vérone le 2 mars 1887. Il s'engage dans l'armée royale (Regio Esercito), et le 14 septembre 1904, il commence à fréquenter l'Académie royale militaire d'infanterie-cavalerie de Modène en tant qu'officier stagiaire, dont il sort avec le grade de sous-lieutenant (sottotenente), affecté à l'arme d'infanterie le 5 septembre 1907. Il a participé à la guerre italo-turque en 1911-1912, étant blessé dans l'action de Derna le 3 mars 1912 et décoré d'une première médaille d'argent de la valeur militaire. De retour en Italie au sein du 17e régiment d'infanterie, il devient officier aux ordres du lieutenant-général (tenente generale) Fiorenzo Aliprandi, commandant du VIIe corps d'armée. Il participe ensuite à la Grande Guerre (1915-1918) en combattant dans les rangs du 17e régiment d'infanterie, puis à partir de 1917 dans le 92e régiment d'infanterie. À la fin du conflit, il est décoré d'une seconde médaille d'argent de la valeur militaire.
Après la fin de la guerre, il est affecté comme officier à l'état-major de l'armée royale, puis fréquente l'école de guerre de l'armée à Turin du 18 janvier 1920 à 1921, à l'issue de laquelle il est transféré du 92e au 81e régiment d'infanterie.
Pendant les jours de la Marche sur Rome, il sert dans la capitale et prépare, avec deux compagnies de soldats et une de gardes royaux, la défense contre d'éventuelles attaques fascistes sur des cibles dans le centre de Rome. Il occupe le poste d'aide de camp par intérim du roi Victor Emmanuel III d'avril 1927 à janvier 1931.
Promu colonel (colonnello - ancienneté 7 mai 1931), il est d'abord commandant du 71e régiment d'infanterie "Puglie", puis commandant du 9e régiment d'infanterie "Regina" à Rhodes, dans la période 1931-1934. Il participe à la guerre d'Éthiopie (1935-1936) dans le cadre de l'Intendance de l'Afrique orientale italienne et, en Érythrée, il est décoré d'une troisième médaille d'argent de la valeur militaire pour avoir défendu un train déraillé contre les assauts des rebelles et avoir tenu bon pendant 24 heures le 6 juillet 1936.
À partir du 1er juillet 1937, promu général de brigade (generale di brigata), il est d'abord à la tête de la brigade d'infanterie " del Timavo " à Trieste, comme commandant adjoint puis, à partir de 1938, commandant de la Garde à la frontière du IIe corps d'armée à Alexandrie.
Il est ensuite à la disposition du ministère de l'Afrique italienne jusqu'au 15 février 1940 où, promu général de division (generale di divisione - ancienneté 1er janvier 1940), il devient commandant de la 25e division d'infanterie "Bologna" basée à Bir el Gnem, en Tripolitaine, où il revient une seconde fois.
Au début de la guerre avec la France et la Grande-Bretagne, le 10 juin 1940, il commande ladite Grande Unité et, en août, il rejoint le ministère de la Guerre à Rome pour des missions spéciales à la Commission italienne d'armistice avec la France (CIAF) à Turin en raison de sa parfaite connaissance de la langue française. À partir du 1er janvier 1942, après une courte période affectée d'abord au XVe corps d'armée à Gênes, puis au Corps expéditionnaire italien sur le front de l'Est (Corpo di Spedizione Italiano in Russia - CSIR), en Russie, il prend le commandement de la 52e Division d'infanterie "Torino" à partir du 15 février 1942, en remplacement du général Luigi Manzi, gravement malade.
Il participe au commandement du "Torino" à toutes les opérations offensives et défensives de 1942 sur le front russe. Hospitalisé à partir du 8 janvier 1943, il est remplacé temporairement par le général Francesco Dupont jusqu'au 16 février suivant, puis, le 25 février, il est rapatrié définitivement. Arrivé en Italie, il rédige un rapport sévère contre le comportement des alliés allemands pendant les étapes de la retraite contre les troupes italiennes.
À partir du 25 février 1943, il est de nouveau hospitalisé en Italie en raison de graves gelures, et laisse finalement le commandement du "Torino" au général Luigi Krall.
Reprenant du service, et promu général de corps d'armée (generale di corpo d'armata), après une période à la disposition du ministère de la Guerre, il est affecté à partir du 30 juillet 1943 à Bari, au commandement du IXe corps d'armée, qui avait juridiction sur toute la région des Pouilles. 

A l'armistice du 8 septembre 1943 (armistice de Cassibile), il tente de dialoguer avec les Allemands, conscient du fait de l'infériorité numérique et d'armement des troupes sous son commandement par rapport aux anciens alliés. Cependant, lorsque le général Richard Heidrich, commandant du 1. Fallschirmjäger-Division lui écrit le 10 pour se plaindre des provocations du côté italien et confirmer que ses troupes ont reçu l'ordre de ne pas attaquer les troupes de l'ancien allié, tout en avertissant que même si un seul coup de feu était tiré sur mes troupes, elles riposteraient : et dans ce cas, les conséquences pourraient être désagréables, il répond en rendant les Allemands responsables des incidents et en leur rappelant que la force se répond par la force.
En octobre 1944, il a été accusé par les autorités de l'Union soviétique d'être responsable des pillages et des destructions à Enakievo en 1942.
Il a quitté l'armée italienne en 1947 et, le 10 juin 1949, les autorités soviétiques ont demandé au ministère de la Défense de le livrer afin qu'il soit extradé en URSS pour y être jugé pour crimes de guerre. Cela ne s'est jamais produit, et il s'est retiré de la vie privée et a vécu à Gênes jusque dans les années 1980.

## Décorations
- Chevalier de l'Ordre militaire de Savoie
- Arrêté royal du 24 décembre 1942
 - Officier de l'Ordre militaire de Savoie
- Arrêté royal du 9 juin 1943
 - Médaille d'argent de la valeur militaire
- Avec ordre et habileté, il mène l'assaut à deux reprises et, blessé à l'épaule, il veut encore participer au troisième assaut. Sidi Abdallah (Derna), 3 mars 1912.
 - Médaille d'argent de la valeur militaire
- Envoyé par le commandement de l'armée au commandement d'une brigade, en qualité d'officier de liaison, outre qu'il s'est acquitté de cette tâche d'une manière digne d'éloges et répondant pleinement au but recherché, à la suite de la percée partielle par l'ennemi d'une section de notre occupation, il s'est rendu de sa propre initiative en première ligne, là où le danger était le plus grave et la situation la plus difficile, et, sans se préoccuper du risque grave, mais avec une vision calme et sereine de la situation, il a recueilli et envoyé de précieuses informations et appréciations qui ont aidé le plus efficacement l'action de commandement dans la préparation et la direction de la contre-attaque réussie. Un exemple éclatant de mépris du danger et de conscience du devoir imposé par ses fonctions. Cadore-Monte Piana, 22-23 octobre 1917.
 - Médaille d'argent de la valeur militaire
- Voyageur dans un train déraillé et assiégé depuis vingt-cinq heures par des rebelles nombreux et bien armés, il a assisté son supérieur avec enthousiasme et compétence, exécutant promptement et résolument ses ordres pour assurer la première défense des voyageurs. Il tient fermement en main les quelques tireurs d'élite qui lui sont confiés, impose une stricte discipline de feu nécessaire pour prolonger la défense en raison de la rareté des munitions, et fait tout son possible, chef et combattant à la fois, méprisant tous les dangers, conseillant, animant, ordonnant, surtout là où le risque est le plus grand, contribuant ainsi à la longue continuation de la résistance jusqu'à l'arrivée des secours. Un exemple d'un magnifique esprit guerrier. Péage de Zalalaka, 6-7 juillet 1936.
 - Officier de l'Ordre de la Couronne d'Italie
- Arrêté royal du 19 décembre 1940
 - Médaille commémorative de la guerre italo-autrichienne 1915-1918
 - Médaille commémorative de l'Unité italienne
 - Médaille italienne de la victoire interalliée

## Source
- (it) Cet article est partiellement ou en totalité issu de l’article de Wikipédia en italien intitulé « Roberto Lerici (militare) » (voir la liste des auteurs).